# Fréquence spatiale
Pour les articles homonymes, voir fréquence (homonymie).
La fréquence spatiale est une grandeur caractéristique d'une structure qui se reproduit identiquement à des positions régulièrement espacées. Elle est la mesure du nombre de répétitions par unité de longueur ou par unité d'angle.  
Le concept de fréquence spatiale trouve ses applications principales en optique, particulièrement en photographie, en vidéo et en astronomie. Elle permet de caractériser la finesse des détails d'une mire ou d'une image formée sur un capteur : elle s'exprime fréquemment en cycle par millimètre (cy/mm). Lorsque la dimension des objets est inaccessible, la fréquence spatiale est le nombre de fois qu'une structure lumineuse peut se répéter dans un angle donné, par exemple en cycle par radian, (cy/rad). Elle est utilisée tout particulièrement pour fournir une évaluation de la qualité des systèmes optiques : le pouvoir de résolution d'un appareil d'optique est souvent résumé à la fréquence spatiale maximale que le système peut restituer de façon satisfaisante ; la fonction de transfert de modulation indique l'atténuation de contraste restitué par le système pour une fréquence spatiale donnée.
Sur un capteur de 36 mm de large se forme un motif présentant 500 alternances blanc/noir. La largeur de chaque cycle est de 36 / 500 = 0,072 mm. 

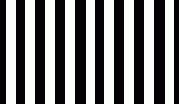
Motif présentant des cycles noir/blanc.

Dans ces conditions, la fréquence spatiale est 500 / 36 = 1/ 0,072 = 14 cy/mm.
La notion de fréquence spatiale n'est courante que dans certains domaines. Le nombre d'onde ou répétence désigne le nombre de cycles d'une onde monochromatique par unité de longueur. C'est l'inverse de la longueur d'onde et on note souvent σ cette grandeur
En imprimerie, on appelle linéature le plus grand nombre de points de trame d'une similigravure par unité de longueur ; en imagerie numérique, le nombre de pixels par unité de longueur s'appelle résolution.
Du point de vue des mathématiques, il importe peu qu'une variable représente une grandeur temporelle ou spatiale. Les méthodes de l'analyse spectrale s'appliquent aux espaces, si les structures respectent l'hypothèse fondamentale de la linéarité des grandeurs en jeu.

## Domaines d'application

### Optique

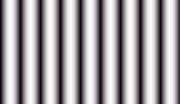
Mire sinusoïdale.

Pour une image statique correspondant à un motif alternant du blanc au noir de façon sinusoïdale, la fréquence spatiale est le nombre de cycles formés par unité de longueur. Elle s'exprime le plus souvent en cycle par millimètre (cy/mm) ou paire de ligne par millimètre (pl/mm). 
- La fréquence spatiale maximale utile d'un système de mesure ou d'observation est souvent nommée résolution spatiale ou pouvoir de résolution.
- La fonction de transfert de modulation permet la représentation de la restitution du contraste en fonction fréquence spatiale – qui représente la finesse des détails de l'image formée par un système optique – enregistrée par un capteur, révélée sur une pellicule, affichée sur un écran, etc.

#### Photographie
En photographie, on évalue sommairement la résolution au moyen d'une mire de traits à contour nets, correspondant à un signal carré dans le domaine de l'électronique (Figure 1). On recherche le secteur de la mire où on peut encore distinguer des alternances. Une mire de traits donne en général des traits orientés dans deux (figure 2) ou quatre directions (figure 3), afin de repérer les différences de résolution horizontale et verticale et les problèmes d'astigmatisme. De façon plus élaborée, certaines mires présentent des traits qui se rapprochent progressivement, en plusieurs positions (figure 4). 

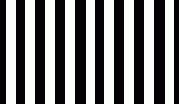
Figure 1 Mire de traits
Figure 2 Motifs d'une mire de test pour différentes fréquences spatiales.
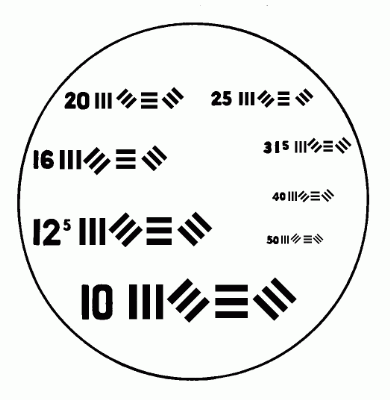
Figure 3 Les valeurs reportées correspondent à la fréquence spatiale de l'image (en pl/mm) formée sur le capteur pour lequel la mire a été conçue.
Figure 4 Mire test. Fréquences spatiales indiquées en pl/mm.

Plus les détails sont fins plus l'image présente de hautes fréquences spatiales.
En imagerie numérique, les sites photorécepteurs forment un réseau carré, ou matrice sur le capteur, qui oriente la résolution, en privilégiant les rangées et les colonnes de capteurs, généralement horizontales ou verticales sur l'image. Ils analysent une fréquence spatiale en diagonale, comme √2 fois inférieure à sa valeur axiale. Le nombre de capteurs par image fixe un maximum pour la fréquence spatiale de l'appareil ; selon le théorème d'échantillonnage, il faut au moins deux capteurs par cycle. Dans les capteurs couleur organisés en matrice de Bayer, un photorécepteur sur deux est de couleur verte, tandis qu'un sur quatre est de couleur rouge ou de couleur bleue. Le repliement de spectre quand les fréquences spatiales photographiées sont excessives se produit d'abord sur le rouge et le bleu, donnant des artefacts colorés. Cependant, les logiciels de dématriçage parviennent, à partir d'hypothèses raisonnables sur les images ordinaires, en traitant conjointement les trois signaux rouge, vert et bleu, à produire des images de bonne qualité sans les défauts présents sur les images d'essai.
Dans le domaine du traitement de l'image, les fréquences spatiales verticales et horizontales peuvent être exprimées en cycle par hauteur d'image ou en cycle par largeur d'image. Cela présente l'avantage de s'appliquer à toutes les tailles du capteur.
Des mesures plus rigoureuses utilisent une mire à variation sinusoïdale, et une analyse électronique de l'image produite.

#### Vidéo

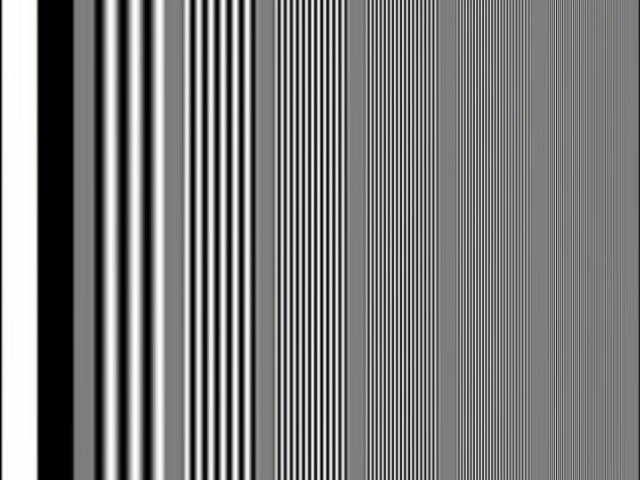
Mire multiburst. Les lignes se resserrent progressivement.
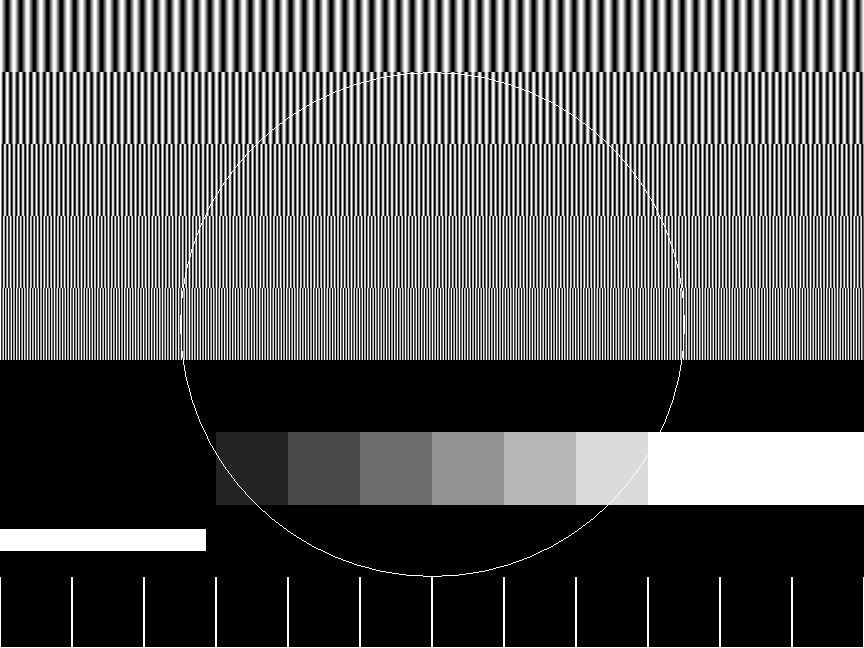
Mire test
Mire test. Fréquences spatiales indiquées en TVL/ph.

En vidéo, plusieurs unités peuvent être employées pour caractériser la fréquence spatiale de l'image captée ou affichée : le nombre de lignes TV – sous-entendu par largeur d'image – ; le nombre de lignes TV par hauteur d'image (TVL/ph TV lines per picture height). Le rapport d'image relie ces deux valeurs.
On utilise également la fréquence du signal vidéo analogique correspondante en mégahertz (MHz). En effet, l'acquisition de l'image se fait par balayage horizontal d'un capteur : une variation spatiale est transformée en une variation temporelle du signal vidéo. Plus les détails de l'image sont fins, plus les fréquences – temporelle ou spatiale – qui y sont associées sont élevées. Compte tenu de la nature échantillonnée – pixel par pixel – de la captation, le théorème d'échantillonnage s'applique, limitant la fréquence maximale à la moitié de la fréquence d'échantillonnage. La fréquence spatiale de l'image formée sur le capteur est liée à la fréquence du signal par :  
{\displaystyle f_{sp}={\frac {N}{L}}\cdot {\frac {f}{f_{e}}}},
où :
- {\displaystyle f_{sp}} est la fréquence spatiale en pl/mm ;
- {\displaystyle N} est le nombre de pixels sur la largeur de l'image ;
- {\displaystyle L} est la largeur de l'image en mm ;
- {\displaystyle f} est la fréquence du signal vidéo en Hz ;
- {\displaystyle f_{e}} est la fréquence d'échantillonnage en Hz.

Selon la norme ITU-R BT 709, le signal vidéo est échantillonné à 74,25 MHz soit 74,25 millions de pixels analysés et transmis chaque seconde ; la bande passante est limitée à 30 MHz. Une ligne est constituée de 1920 pixels, la trame comporte 1080 lignes offrant un rapport d'image 16/9. La fréquence spatiale maximale de l'image que l'on peut espérer restituer vaut : 
{\displaystyle f_{sp}=2\cdot 1920\cdot {\frac {9}{16}}\cdot {\frac {30}{74,25}}=2\cdot 1080\cdot {\frac {30}{74,25}}\approx 872\ \mathrm {TVL/ph} }.
Pour un capteur de 9,6 mm de largeur (capteur 2/3") l'image correspondante a une fréquence spatiale exprimée en pl/mm :
{\displaystyle f_{sp}={\frac {1920}{9,6}}\cdot {\frac {30}{74,25}}\approx 80,8\ \mathrm {pl/mm} }.

#### Astronomie
En astronomie, et plus particulièrement lors des observations interférométriques, l'unité employée est l'inverse d'une distance angulaire en seconde d'arc (" ou arcsec), et s'exprime donc en arcsec-1 ou cycles/arcsec.

## Décomposition spectrale
Lorsque l’on considère un signal variable dans le temps, il est possible de le décomposer en ses différentes composantes fréquentielles, selon son spectre. De manière analogue, une image est un signal bidimensionnel, que l'on peut décomposer selon ses fréquences spatiales, dans chacune de ses deux dimensions. À l'inverse, l'image peut être reconstituée à l'aide de son spectre spatial à condition de connaître avec précision la phase de chacune des composantes. 
Considérons par exemple l’image suivante.

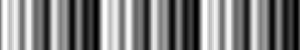
Image résultant de la somme de quatre contributions sinusoïdales.

Cette image présente des détails difficiles à caractériser au premier abord. L'analyse spectrale de cette image permet d’isoler les différentes fréquences spatiales qui la composent.

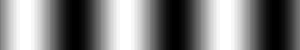
Composante à basse fréquence spatiale
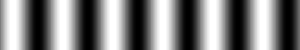
Composante à fréquence spatiale intermédiaire
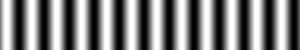
Composante à fréquence spatiale intermédiaire
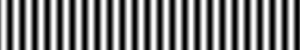
Composante à haute fréquence spatiale

Certains traitements modifient la répartition des fréquences spatiales : l'amplification des hautes fréquences spatiales augmente la netteté des détails et des contours ; le bruit électronique peut être atténué par réduction des hautes fréquences.
L'analyse spectrale spatiale est à la base des techniques de compression numérique des images.